# Ивашкин, Василий Ильич
Василий Ильич Ивашкин (1908 – 1942 гг.) — майор, заместитель командира эскадрильи 608-го бомбардировочного авиационного полка Карельского фронта, Герой Советского Союза (1943 г., посмертно).

## Биография
Родился 8 ноября 1908 г. в селе Юшта Спасского уезда Рязанской губернии, ныне Шиловского района Рязанской области, в семье рабочего. Русский. С 1922 по 1925 гг. учился в Юштинской школе.
В 1931 г. окончил 1 курс Ленинградского котлотурбинного техникума, работал помощником мастера котельного цеха на заводе. Член ВКП(б) с 1931 г.
В 1932 году был призван на службу в Рабоче-крестьянскую Красную Армию. В том же году он окончил Ленинградскую военно-теоретическую школу лётчиков, а в 1934 году — Энгельсскую военную авиационную школу лётчиков. Служил в Ленинградском военном округе, участвовал в советско-финской войне. С июня 1941 года — на фронтах Великой Отечественной войны.
К маю 1942 года майор Василий Ивашкин был заместителем командира эскадрильи 608-го бомбардировочного авиаполка Карельского фронта. К тому времени он совершил 31 боевой вылет на бомбардировку объектов, скоплений боевой техники и живой силы противника. 8 мая 1942 года в районе села Ругозеро он совершал бомбардировку вражеских танковых частей. На обратном пути группа Ивашкина подверглась нападению истребителей противника. Его самолёт был сбит, лётчик попытался посадить самолёт на землю, но погиб при этом.
Похоронен в братской могиле в парке имени Пашкова в Беломорске. Кенотаф также установлен на Большеохтинском кладбище Санкт-Петербурга.
Указом Президиума Верховного Совета СССР «О присвоении звания Героя Советского Союза начальствующему и рядовому составу Красной Армии» от 22 февраля 1943 года за «образцовое выполнение боевых заданий командования на фронте борьбы с немецкими захватчиками и проявленными при этом отвагу и геройство» удостоен посмертно высокого звания Героя Советского Союза. Также был награждён орденами Ленина и Красного Знамени.

## Память
В честь Ивашкина названа улица в Беломорске.